# أنستازيا (فلم 1997)
أناستازيا فيلم رسوم ومغامرات أمريكي من إنتاج وإخراج دون بلوث وغاري غولدمان. وهو أول فيلم روائي تنتجه شركة فوكس انيميشين ستوديوز. قام بأدء الأصوات: ميغ راين كصوت آنستازيا وكريستين دانست صوت آنستازيا الصغيرة وأدى صوت ديمتري الفنان جون كوساك.
فكرة الفيلم مقتبسة من فيلم يحمل نفس العنوان أنتجته شركة فوكس عام 1956.
حكاية الفيلم مستوحاة من أساس الأسطورة التي تقول بأن صغرى بنات القيصر الروسي الأخير آنستازيا قد نجت من الإعدام الذي نفذ بعائلتها.

## القصة
تبدأ القصة في سانت بطرسبرغ، روسيا عام 1916، في حفلة رقص للاحتفال بالذكرى السنوية الثلاثمائة لبيت آل رومانوف، عندما تعطي الأميرة داغمار (ماري) صندوق موسيقى وقلادة محفورعليها «معًا في باريس» كهدية وداع لأصغر حفيداتها الدوقة الكبرى أنستازيا ذات الثمانية سنوات. فجأة يقطع غريغوري راسبتوين الحفلة، وهو ساحر ومستشار ملكي سابق عوقب بالنفي بتهمة خيانة الوطن. في محاولة للانتقام، يبيع راسبوتين روحه ليشتري بها وعاء ذخائر شيطاني، ثم يستخدمه ليلعن آل رومانوف، مشعلًا الثورة الروسية. عندما يحاصر الثوار القصر، تهرب ماري مع أنستازيا عبر ممر سري بمساعدة خادم يدعى ديمتري يبلغ من العمر عشرة أعوام. يواجه راسبوتين الفتاتين في الخارج فوق نهر متجمد، لكنه يسقط في حفرة جليد ويغرق. تتمكن الفتاتان من اللحاق بقطار متحرك، وتركب ماري القطار ثم تحاول أن تساعد أنستازيا في الصعود، لكن الأخيرة تقع وتصطدم رأسها بالأرض، فتعاني من فقدان الذاكرة كنتيجة لذلك.
بعد عشر سنوات، تصبح روسيا تحت الحكم الشيوعي وتعرض ماري 10 مليون روبل لمن يعيد لها حفيدتها سالمة. عندها يبدأ المخادع ذو العشرين سنة ديمتري وصديقه/شريكه في الجريمة فلاد في البحث عن شبيهة لأنستازيا؛ ليذهبا إلى باريس ويحصلا على المكافأة. وفي مكان آخر، تغادر أنستازيا (التي أصبح اسمها آنيا) ذات الثمانية عشر عامًا دار الأيتام الريفية التي نشأت بها، وتقرر أن تذهب إلى باريس بصحبة جرو ضال اسمته بوكا؛ إذ ألهمها الكلام المنقوش على قلادتها، لكنها تكتشف أنها لا تستطيع مغادرة روسيا بدون تأشيرة خروج. تنصحها امرأة عجوز أن تلتقي بديمتري في القصر المهجور؛ وهناك، يُذهل الرجلان للشبه الشديد بين آنيا وأنستازيا، ويقرران أن يأخذوها معهم إلى باريس.
هناك يلاحظ الخفاش باتروك -تابع راسبوتين- الذي كان في اجوار أن وعاء الذخائر الخاص بسيده قد عاد للحياة من بعد همود بسبب قدوم آنيا. يسحب الوعاء باتروك إلى ليمبو، وهناك يجد أن سيده راسبوتين لا يزال على قيد الحياة. يغضب راسبوتين غضبًا شديدًا عندما يعرف أن أنساتازيا هربت من لعنته، ويرسل توابعه الشيطانيين من الوعاء ليقتلوها. يخرب التوابع قطار الثلاثي (أنستازيا، وديمتري، وفلاد) وهم مغادرين لبطرسبرغ، ولاحقًا يحاولون سحر آنيا لتسير أثناء نومها وتسقط من السفينة المغادرة إلى فرنسا. يحبِط الثلاثي عن غير قصد كلتا المحاولتين، مجبرين راسبوتين وباتروك على ترك الليمبو والعودة إلى السطح ليقتلا آنيا بنفسيهما. خلال تلك الرحلة، أثناء تعليم دمتري وفلاد لآنيا آداب البلاط الملكي وتاريخ أسرتها، تتولد مشاعر الحب بين ديمتري وآنيا.
في النهاية يتمكن الثلاثي من الوصول إلى باريس ويذهبون لمقابلة ماري التي قد تخلت عن فكرة العثورعلى آنيا بعد مقابلة مدعين عدة. ومع ذلك، تختبر صوفي قريبة ماري آنيا للتحقق من هويتها. تجيب آنيا بكل ما تعلمته من ديميتري مسبقًا، لكنه أنه يدرك أخيرًا أنها انستازيا الحقيقية عندما تتذكر كيف ساعدها فالهروب من حصار القصر (ولم يكن قد أخبرها بذلك الأمرمن قبل). تقتنع صوفي هي الأخرى وتدبر لهم موعدًا مع ماري في دار أوبرا باريس. هناك، يحاول ديمتري أن يُعَرف بآنيا لكن ماري ترفض الاستماع، لعلمها أن ديمتري كان يخطط لخداعها في البداية. تسمع آنيا محادثتهما وتغادرغاضبة. بعدها يختطف ديمتري ماري في عربتها ليجبرها على مقابلة آنيا، ويتمكن من إقناعها أخيرًا بعد أن قدم لها صندوق الموسيقى الذي قد أوقعته أنستازيا وهي تهرب. وأثناء حديث ماري مع آنيا، تبدأ آنيا في استعادة ذكرياتها، ثم تغني الاثنتان أغنية صندوق الموسيقى بعد أن فتحته آنيا بقلادتها. حينها تتأكد ماري أن آنيا هي أنستازيا وتجتمع الاثنتان في سعادة.
في اليوم التالي، تمنح ماري المكافئة المالية لديميتري بعد أن عرفت أنه الخادم الذي أنقذهما، لكنه يفاجئها عندما يرفض المكافئة ويغادرعائدًا إلى روسيا. وفي احتفالية عودة أنستازيا، تعلمها ماري بما ينويه ديمتري، وتتركها محتارة بين البقاء معها والذهاب معه. تذهب أنستازيا إلى جسر ألكسندر الثالث، حيث تُؤسر وتُهاجم من قِبل راسبوتين. يعود ديمتري لينقذها، لكنه سريعًا ما يُجرح ويسقط فاقدًا الوعي. وفي هذه الأثناء، تتمكن أنستازيا من الإمساك بوعاء ذخائر راسبوتين وتسحقه بقدميها، منتقمة لعائلتها. ولأن حياة راسبوتين مرتبطة بالوعاء، تتملك دوامة شيطانية من روحه وتحول جسده إلى فتات.
في النهاية، يتصالح ديمتري مع أنستازيا ويفِرَّان معًا ليتزوجا، وترسل أنستايزيا رسالة وداع لماري وصوفي، وتعدهما أن تعود في يوم ما.   

## شباك التذاكر
حصد عرض محدود للفيلم في مدينة نيويورك في عطلة نهاية الأسبوع  الموافقة ل14 نوفمبر 125 541 دولار  وحصد الفيلم في الأسبوع الثاني من عرضه في جميع أنحاء أمريكا  مبلغ 14,242,807دولار  مما يجعله ثاني فيلم روائي يحصد نجاحا في شباك التذاكر في الفترة  بين 21-23 تشرين الثاني/نوفمبر 1997. حقق الفيلم في نهاية عرضه في صالات السينما مبلغ 58,406,347 في شباك التذاكر المحلي ومبلغ 81,398,001 في جميع أنحاء العالم، بإجمالي بلغ 139,804,348 دولار.
حاز فيلم آنستازيا على 8 جوائز ورُشح لـ 16 جائزة أخرى، من بينهم  جائزتي اوسكار عن فئات «أفضل موسيقى مجددة» و«أفضل أغنية مجددة» بأغنية  «رحلة إلى الماضي». وأدت المغنية عالية نسخة البوب من أغنية  «رحلة إلى الماضي» في حفل جوائز الاوسكار السبعين.

## الإنتاج
في مايو 1994 ذكرت صحيفة لوس أنجلوس تايمز أن دون بلوث وغاري غولدمان قد وقعا صفقة طويلة الأجل لإنتاج الرسوم المتحركة مع شركة توينتيث سينشوري فوكس حيث قام الاستوديو بتوجيه أكثر من 100 مليون دولار لبناء استوديو الرسوم المتحركة. اختاروا فينيكس(أريزونا) لموقع استوديو الرسوم المتحركة الجديد لأن الدولة عرضت على الشركة حوالي مليون دولار من أموال التدريب الوظيفي وقروض منخفضة الفائدة لمعدات الرسوم المتحركة الرقمية الحديثة، مع فريق عمل مكون من 300 فنان وفني ثلثهم عمل مع بلوث وجولدمان في دبلن (أيرلندا)، لصالح استوديوهات سوليفان بلوث. بالنسبة لمشروعهم الأول أصر الاستوديو على اختيار واحد من بين عشرات الملكيات الموجودة التي يمتلكونها حيث اقترح بلوث وجولدمان اقتباس الملك وأنا أوسيديتي الجميلة، على الرغم من أن بلوث وجولدمان شعروا أنه سيكون من المستحيل تحسينها أداء أودري هيبورن ونتائج ليرنر ولوي. بعد العديد من اقتراحات القصة نشأت فكرة اقتباس أنستازيا. قاموا فيما بعد باقتباس عناصر قصة بيجماليون حيث تم تشكيل الفلاحة أنيا لتصبح امرأة ملكية.

## الإصدار
كان من المقرر أن تصدر تونتيث سينشوري فوكس فيلم أنستازيا في 21 نوفمبر 1997، من المحتمل بعد أسبوع من إعادة إصدار فيلم ديزني حورية البحر عام 1997. ادعت ديزني أنها خططت منذ فترة طويلة لإعادة إصدارها لمدة 17 يومًا لتتزامن مع حملة المنتجات الاستهلاكية التي أدت إلى عيد الميلاد وإصدار الفيديو المنزلي للفيلم في مارس 1998، بالإضافة إلى مواصلة تقليد إعادة إصدار أفلامهم في غضون سبعة إلى ثماني سنوات. بالإضافة إلى ذلك ستطلق ديزني العديد من الأفلام العائلية المتنافسة بما في ذلك فلوبر في عطلة نهاية الأسبوع التالية، بالإضافة إلى هرقل. ردًا على ذلك رفضت ديزني الإعلان عن أناستازيا في برنامج ABC The Wonderful World of Disney، ومنعت الشركات الراعية لها من بث مقاطع من الأفلام أثناء إعلاناتها التلفزيونية.
وتعليقًا على المنافسة الشرسة بين الفيلمين تجاهل المتحدث باسم ديزني جون دريير مزاعم التنافس في الاستوديو، مدعيًا «نحن دائمًا نعيد إصدار أفلامنا في فترات العطلات». ومع ذلك رفض المسؤولون التنفيذيون في فوكس تصديق تصريح دراير مع رد بيل ميكانيك بأنه «محاولة متعمدة لأن تكون متنمرًا، أن ترفس الرمال في وجهنا. لا يمكنهم محاولة زيادة أعمالهم الخاصة؛ المبلغ الذي ينفقون الإعلان مثير للسخرية... إنه جهد مكثف لمنع فيلمنا من تحقيق إمكانياته».

### التسويق
رافق الفيلم حملة تسويقية بأكثر من 50 مليون دولار مع رعاة ترويجيين من برجر كنج و Dole Food Company وشركة هيرشي وشركة شل للنفط وبطولة الولايات المتحدة 1997 للتزلج على الجليد. بشكل عام تجاوزت تكاليف التسويق تكاليف عيد الاستقلال بأكثر من 35 بالمائة. للتسويق اختارت فوكس شركة جالوب لترخيص الدمى المأخوذة عن أناستازيا. تم إصدار العديد من كتب القصص المقتبسة من الفيلم بواسطة سلسلة من كتب الأطفال تدعى ليتل جولدن بوكس (الكتب الذهبية الصغيرة). في أغسطس 1997 ظهرت حدائق عالم البحار في سان دييغو وأورلاندو على ملعب قابل للنفخ بطول 40 قدمًا وارتفاع 20 قدمًا للأطفال تسمى «مملكة أناستازيا».

## النقد
اعطى موقع روتن توميتز الفيلم درجة 86٪ بناءً على 56 مراجعة ومتوسط تقييم 7.11 / 10. يقول إجماع الموقع الإلكتروني: "الرسوم المتحركة الجميلة، والتأثير اللطيف على التاريخ الروسي، والعروض الصوتية القوية تجعل من أناستازيا أول فيلم رابح من استوديوهات فوكس للرسوم المتحركة." بينما حصل الفيلم في ميتاكريتيك على 61 من 100 بناءً على 19 مراجعة تشير إلى «المراجعات الإيجابية بشكل عام».

## وصلات خارجية
- مقالات تستعمل روابط فنية بلا صلة مع ويكي بيانات